# 2024年6月

## 6月1日
- 冰島舉行2024年冰島總統選舉，哈德拉·托马斯多蒂尔當選。[1]
- 2024年印度大選第七輪投票結束。[2]
- 2024年第2号台风马力斯在中华人民共和国广东省阳江市阳西县登陆。[3]
- 皇家马德里在2023–24年歐洲冠軍聯賽决赛2:0战胜多特蒙德，队史第15次夺得欧冠冠军。[4]

## 6月2日
- 墨西哥舉行2024年墨西哥大选，總統選舉中克劳迪娅·欣鲍姆當選。[5]
- 科威特埃米爾麥沙·艾哈邁德·賈比爾·薩巴赫任命前總理谢赫萨巴赫·哈立德·萨巴赫為科威特王儲（英语：Crown Prince of Kuwait）。[6]
- 在鹊桥二号中继星支持下，嫦娥六号着陆器和上升器组合体在月球背面南极-艾特肯盆地的阿波罗环形山着陆[7]。
- MrBeast的YouTube订阅人数正式超越T-Series，成为全世界最多订阅者的YouTuber。[8]

## 6月3日
- 埃及總理穆斯塔法·馬布里以及內閣總辭職，但埃及總統塞西再次任命馬布里為總理。[9]
- 格魯吉亞「外國代理人法」成立。[10]
- 前瑙魯總統巴倫·瓦卡任太平洋島國論壇秘書長。[11]
- 巴基斯坦前總理伊姆蘭·汗洩密案被判無罪，但仍因其他罪名被關。[12]
- 夏威夷的基拉韋厄火山噴發。[13]
- 法国足球运动员基利安·麥巴比以自由身加盟皇家马德里，双方签约5年。[14]

## 6月4日
- 2024年印度大選結果顯示印度人民黨未過半數。[15]
- 菲律賓的坎拉翁火山噴發。[16]

## 6月5日
- 韓國192名國會議員選舉共同民主黨的禹元植任國會議長，李學永任國會副議長，執政黨國民力量抵制該次選舉。[17]
- 印度總理納倫德拉·莫迪向印度總統德拉帕迪·慕爾穆提交辭呈，並已被批准。[18]
- 威爾士議會投票通過對威爾士首席部長沃甘·格辛（英语：Vaughan Gething）的不信任決議。[19]
- 波音星際航線首次載人任務成功發射。[20]

## 6月6日
- 2024年歐洲議會選舉开始投票。[21]
- 北馬其頓總統戈尔达娜·西莉娅诺夫斯卡-达夫科娃要求马其顿内部革命组织—马其顿民族统一民主党黨首赫里斯蒂揚·米茨科斯基組閣。[22]
- SpaceX第四次星艦軌道試飛任務成功发射。[23]
- 以色列國防軍對努塞拉特難民營內聯合國近東巴勒斯坦難民救濟和工程處所營運的阿爾薩迪學校發動空襲，造成至少33人死亡[24]。

## 6月7日
- 丹麥總理梅特·弗雷德里克森在哥本哈根遇襲。[25]

## 6月8日
- 以色列國防軍、辛貝特和以色列警察發動努塞拉特行動，將包括諾亞·阿加馬尼等4名哈馬斯人質從加沙地帶努塞拉特難民營救出[26]。

## 6月9日
- 2024年歐洲議會選舉投票結束。法國右翼政黨國民聯盟大勝，導致法國總統馬克龍宣佈解散法國眾議院並於近期舉行大選。[27][28]
- 比利時舉行2024年比利時議會選舉，右翼新弗拉芒聯盟獲勝。[29]
- 保加利亞舉行2024年6月保加利亞議會選舉，保加利亞歐洲發展公民黨佔優。[30]
- 聖馬利諾舉行2024年聖馬利諾議會選舉（英语：2024 San Marino general election）。[31]
- 南奧塞梯舉行2024年南奧塞梯議會選舉（英语：2024 South Ossetian parliamentary election）。[32]
- 2024年墨西哥大選中議會選舉結果出爐，國家復興運動在眾議院超過三分之二，在參議院過半。[33]
- 伊朗憲法監護委員會發表2024年伊朗總統選舉的候選人。[34]
- 以色列前國防部長本尼·甘茨脫離戰時內閣，並要求解散以色列議會。[35]
- 伊加·斯维亚特克和卡洛斯·阿尔卡拉斯分别获得2024年法国网球公开赛女子单打冠军及男子单打冠军。[36]
- 中華民國新北市淡水區發生一艘中國大陸藉快艇闖入淡水港的偷渡事件。[37]

## 6月10日
- 馬拉威副總統索羅斯·奇利瑪乘坐的馬拉威空軍飛機在奇坎加瓦森林保護區（英语：Chikangawa Forest Reserve）附近坠毁，机上10人全部身亡。[38]
- 摩納哥大公阿爾貝二世任命迪迪埃·紀堯姆（英语：Didier Guillaume）為摩納哥國務大臣，將於9月就任。[39]
- 因弗拉芒自由民主黨在2024年歐洲議會選舉與2024年比利时联邦选举中大敗，比利時總理亞歷山大·德克羅辭職。[40]
- 日本各地爆發壞死性筋膜炎疫情，其中已有超過977人感染毒性休克症候群。[41]
- 美國愛荷華州康奈爾學院的四名外教在中華人民共和國吉林省吉林市船營區北山公園遊玩時，遭一名本地男子持刀捅傷，嫌犯隨後被警方抓獲[42]。
- 聯合國安全理事會通過第2735號決議，呼籲以色列和哈馬斯接受美國總統祖·拜登提出的停火方案[43]。

## 6月11日
- 德国政治人物马克西米利安·克拉因为其助理涉嫌为中国从事间谍活动和自身的争议性言论被其所属的党派德國另類選擇黨逐出欧洲议会代表团。[44]

## 6月12日
- 亞美尼亞總理尼科爾·帕希尼揚宣佈亞美尼亞將退出集安組織。[45]
- 朱迪特·蘇民瓦（英语：Judith Suminwa）正式由剛果民主共和國國會承認為剛果民主共和國總理。[46]
- 美國眾議院投票表決通過美國司法部長梅利克·加蘭有藐視國會行為，需要被追究刑事責任。[47]
- 科威特艾哈迈迪省曼加夫（英语：Mangaf）居民楼发生火灾（英语：2024 Mangaf building fire），造成数十名印度籍劳工伤亡。[48][49]

## 6月13日
- 第50屆七國集團會議於意大利普利亞大區法薩諾召開，15日閉幕。[50]

## 6月14日
- 南非國會選舉西里爾·拉馬福薩連任南非總統。[51]

## 6月15日
- 瑞士下瓦爾登州布爾根施托克度假村召開烏克蘭和平峰會，全球90多個國家和國際組織參與，集中討論烏克蘭總統弗拉基米爾·澤連斯基提出的《烏克蘭和平方案》[52]。
- 彼得·佩列格里尼就任斯洛伐克總統。[53]

## 6月16日
- 以色列总理本雅明·内塔尼亚胡宣布废除战时内阁。[54]
- 所羅門群島國會選出戴維·提瓦·卡普（英语：David Tiva Kapu）為所羅門群島總督。[55]
- 日本沖繩縣舉行2024年沖繩縣議會議員選舉，現任知事玉城丹尼派未取得過半席位。[56]
- 俄羅斯頓河畔羅斯托夫看守所6名與伊斯蘭國有關的囚犯劫持獄方人員，最後在特種部隊強攻下人質獲救[57]。

## 6月17日
- 波士顿凯尔特人以总比分4-1战胜達拉斯獨行俠夺得2023–24赛季NBA总冠军，杰倫·布朗当选总决赛最有价值球员。[58]
- 中國南方發生洪澇，造成超過55人死亡，當中廣東省梅州市佔至少47人。[59]

## 6月18日
- 泰國參議院通過《民事和商事法》修正案，使泰國成為亞洲繼中華民國和尼泊爾後，第3個承認同性婚姻的國家。[60]
- 泰國前總理他信因冒犯君主正式被檢方起訴。[61]

## 6月19日
- 俄羅斯總統弗拉基米爾·普京訪問朝鮮民主主義人民共和國，與朝鮮勞動黨總書記金正恩簽署互助條約。[62]
- 以色列批准对黎巴嫩真主党发动进攻的作战计划[63]。

## 6月21日
- 中共中央宣传部副部长张建春因涉嫌严重违纪违法接受纪律审查和监察调查。[64]

## 6月23日
- 赫里斯蒂揚·米茨科斯基就任北馬其頓總理。[65]
- 俄羅斯達吉斯坦共和國多名身份不明的武裝分子襲擊傑爾賓特和馬哈奇卡拉的宗教建築和交警哨所，造成至少28人死亡，16人受傷[66]。
- 一枚被攔截的烏克蘭ATACMS導彈碎片落在俄佔克里米亞塞瓦斯托波爾的一處海灘上，造成4人死亡，151人受傷[67]。

## 6月24日
- 位于韩国京畿道华城市的一家电池制造工厂发生火灾事故，已造成23人死亡[68]。
- 一名男子在中國蘇州新地中心公交站台持刀襲擊2名居華日僑和日本人學校校車職員，造成2人受傷，出手阻檔歹徒行兇的引導員胡友平延至26日去世。[69][70][71]

## 6月25日
- 國際刑事法院對俄羅斯軍方高官格拉西莫夫與紹伊古發出逮捕令。[72]
- 嫦娥六号著陸並帶回首批月球背面樣本。[73]
- 美国众议院以口头表决形式通过代号为H.R.4132的《法轮功保护法案》（Falun Gong Protection Act）。[74]

## 6月26日
- 荷蘭前總理馬克·呂特被選為新任北約秘書長，將於10月就任。[75]
- 玻利维亚发生未遂政变企图推翻总统卢乔·阿尔塞，政变首谋者陆军将领胡安·何塞·蘇尼加被捕。[76][77]
- 宏都拉斯前總統胡安·奧蘭多因涉嫌販毒被美國法院判監45年以及罰款800萬美元。[78]
- 2024年NBA選秀在美國紐約布魯克林巴克萊中心舉行，法國球員扎卡里·里薩謝被亞特蘭大老鷹狀元簽選中。[79]

## 6月27日
- 中共中央政治局宣布于2024年7月15日至18日举行二十届三中全会，研究进一步全面深化改革、推进中国式现代化问题。[80]
- 中共中央政治局宣布给予牵涉火箭军腐败案的前国防部长李尚福、魏凤和开除党籍及二十大代表处分。[81]
- 歐盟首腦會議通過馮德萊恩連任歐盟委員會主席，葡萄牙前總統安東尼奧·科斯塔任歐洲理事會主席，愛沙尼亞總理卡婭·卡拉斯任欧盟外交与安全政策高级代表。[82]
- 馬爾代夫警方宣佈因涉嫌對總統穆罕默德·穆伊祖使用巫術，環境部長法蒂瑪·阿里·薩勒姆（英语：Fathima Shamnaz Ali Saleem）及其丈夫等高官被捕。[83]
- 白俄羅斯總統盧卡申科任命馬克西姆·雷任科夫（俄语：Рыженков, Максим Владимирович）接替謝爾蓋·阿雷尼克（英语：Sergei Aleinik）的外交部長職務。[84]
- 朱豪英被選為韓國國會副議長。[85]

## 6月28日
- 伊朗舉行2024年伊朗總統選舉，賽義德·賈利利與馬蘇德·佩澤什基安進入7月5日的最終投票。[86]
- 蒙古舉行2024年蒙古議會選舉（英语：2024 Mongolian parliamentary election），蒙古人民黨預計取得略多於半數席位。[87]
- 秘鲁西岸近海發生里氏7.2级地震。[88]
- 日本厚生勞動省調查後認為小林制药红曲补充品事件或造成76人死亡。[89][90]

## 6月29日
- 毛里塔尼亞舉行2024年毛里塔尼亞總統選舉（英语：2024 Mauritanian presidential election），現任總統穆罕默德·加祖瓦尼再次當選。[91]
- 一名守衛以色列駐貝爾格萊德大使館的塞爾維亞憲兵遭襲擊者持弩襲擊，憲兵還擊，襲擊者被擊斃[92]。

## 6月30日
- 法國舉行2024年法國立法選舉第一輪投票，極右國民聯盟獲勝，現執政聯盟一起暫居第三名。[93]
- 南非總統西里爾·拉馬福薩發佈新任內閣的32人閣僚名單，其中包括6名民主聯盟黨員。[94]
- 中国河南巩义发生天龙三号运载火箭一级发动机飞出试验场坠落在附近山区起火的事故。[95]